# Persac
Persac é uma comuna francesa na região administrativa da Nova Aquitânia, no departamento de Vienne. Estende-se por uma área de 59,41 km². Em 2010 a comuna tinha 767 habitantes (densidade: 12,9 hab./km²).